# トウジンビエ

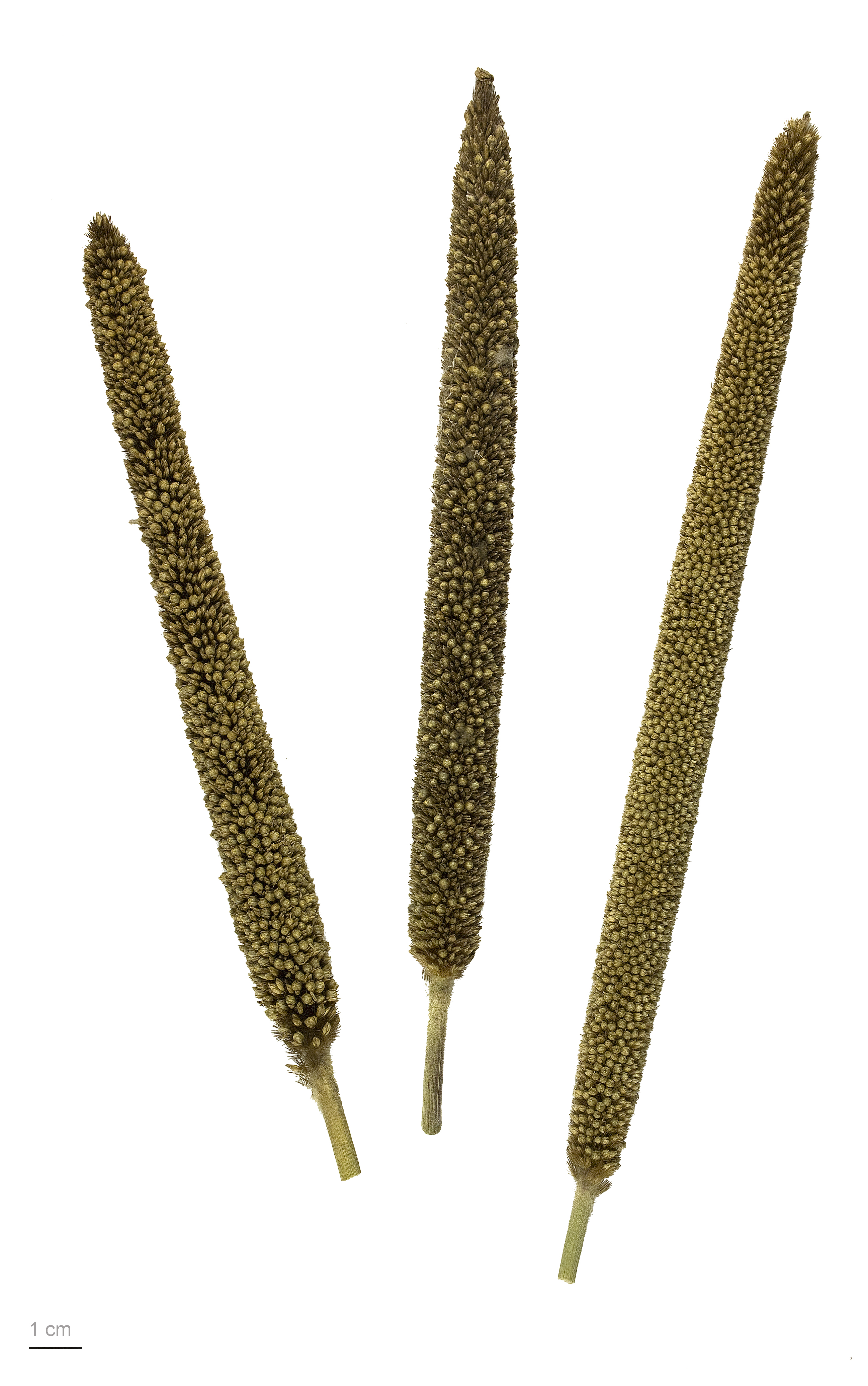
Pennisetum glaucum

トウジンビエ（唐人稗、学名Pennisetum glaucum）は、イネ科チカラシバ属に属する植物で、広く栽培される雑穀の一つ。
トウモロコシに似た単子葉草本で、成熟すると高さ1 - 3m ほど、幅 5cm ほどの葉は長さ 1m にもなる一年生草本。茎にあたる稈（かん）は太いが高さがあるため倒伏しやすい。夏から秋にかけて先端にガマに似た直径数 cm、長さ 30 - 40cm の白い円筒形の穂を出す。穎果（えいか）は米粒よりやや小さく青みをおびる。穂は丸みを帯びたものや細長いもの、白い栽培種や黒い自然種などがある。クロキビの別称がある。
インドとアフリカで先史時代から栽培されており、アフリカ・スーダン地方で発生し、その後インドへ伝播したと一般に考えられている。最も古い考古学的記録は紀元前2000年のインドに見られるため、アフリカにおける栽培化はそれ以前であったはずである。起源は熱帯アフリカに遡及することができ、品種の多様性の中心は西アフリカのサヘル地帯である。栽培はその後東アフリカ、南部アフリカ、そして南アジアへと広がった。
トウジンビエは、少雨、貧栄養土壌、高温という栽培条件に適している。高塩分の土壌においても生育し、コムギやトウモロコシといった穀類が栽培できない地域において栽培されている。ソルガムよりもさらに乾燥に強く、ソルガムの栽培できない地域でトウジンビエが栽培されることが多い。年間降水量が350mmから600mmにかけての地域で、トウジンビエの生産が最も多くなる。
高温多湿の日本では栽培例がない。
今日、トウジンビエの作付けは全世界で26000平方キロに及び、雑穀栽培の50%を占めるに至っている。特に栽培が多いのはサハラ砂漠南縁のサヘル地帯であり、ニジェールでは最も生産量の多い穀物となっている。そのほか、マリやブルキナファソなどでも生産が多い。
主に実を粉にしてパンやクスクスなどに加工したり、粥にして食用に供するほか、酒の原料にする。また、植物体や実を家畜や鳥の飼料に用いる。
近縁種に日本でも路傍などに見られるチカラシバ、家畜飼料として利用されるナピアグラスなどがある。

## 脚註
1. ↑  『ケンブリッジ世界の食物史大百科事典2　主要食物：栽培作物と飼養動物』　三輪睿太郎監訳　朝倉書店　 2004年9月10日　第2版第1刷　p.57